# دهستان آق‌آباد
آق آباد، دهستانی است از توابع بخش مرکزی شهرستان گنبد کاووس در استان گلستان ایران.

## جمعیت
براساس سرشماری سال ۱۳۸۵جمعیت این دهستان ۲۹٬۷۰۷نفر (۵٬۹۳۱خانوار) بوده است.